# Podtxàlik
Podtxàlik (en rus: Подчалык) és un poble (un possiólok) de l'óblast d'Astracan, a Rússia, segons el cens del 2010 tenia 28 habitants.